# Olesicampe alpina
Olesicampe alpina là một loài tò vò trong họ Ichneumonidae.